# هانا بريتشارد
هانا بريتشارد(بالإنجليزية:Hannah Pritchard) (ولدت في 1711-1768) ممثلة إنجليزية والتي لعبت بانتظام العكس دايفيد جاريك. غنت العديد من الأدوار الشكسبيرية كبيرة وأنشأت على خشبة المسرح العديد من الأدوار النسائية الهامة المسرحيين المعاصرة.